# Дюсум Кх'єнпа
Дюсум Кх'єнпа (1110—1193) — один з найвидатніших майстрів в історії буддизму. Засновник школи Карма Каг'ю. Відомий як Перший Кармапа.

## Загальні відомості
Народився в місцевості До Кхам. Перші повчання про Дхарму він отримав від батьків.
У 16 років вступив до монашої громади. Під керівництвом майстра Джамарви Чапи Чек'і Сенге він почав вивчати тексти Махаяни традиції Йогачара. Потім вивчав повчання Нагарджуни і Чандракірті, присвячені мадхьямакі. У цьому йому допоміг перекладач Поцаб Ньіма Драг, а Геше Шаваріпа із традиції Кадам дав деякі Тантричні повчання.
У двадцятирічному віці Дюсум Кх'єнпа прийняв повне посвячення у монахи від настоятеля Мала Дулдзіна і залишився у нього на деякий час, щоб вивчити положення Вінайі. Великий перекладач Га дав йому повчання про тантру «Калачакра» і доктрину «Шляху та плоду», які походять від індійського махасідхі Вірупи.
Коли Дюсуму Кх'єнпі виповнилося тридцять років, він відправився в Даг Лха Гампо, щоб відшукати Гампопу, власника лінії передачі Каг'ю, і стати його учнем. При зустрічі Гампопа посвятив свого нового учня в тонкощі «поступового Шляху» (Ламрім) традиції Кадам і звелів практикувати його як підготовчу практику.
Після того як Дюсум Кх'єнпа пройшов основоположну підготовку шляху Сутри, Гампопа дозволив йому медитувати на йідама Хеваджру. Потім він зосередився на практиці Шине і Лхатонг. Тільки після цього Гампопа передав Дюсуму Кх'єнпі усні настанови з Махамудри і повчання про символічний жіночий Будда-аспект Ваджрайогіні. Гампопа велів йому практикувати в містечку Кампо Гангра, в Кхам. Там, за переказами, у віці 50 років, Дюсум Кх'єнпа досяг просвітління.